# Amtsgericht Meldorf

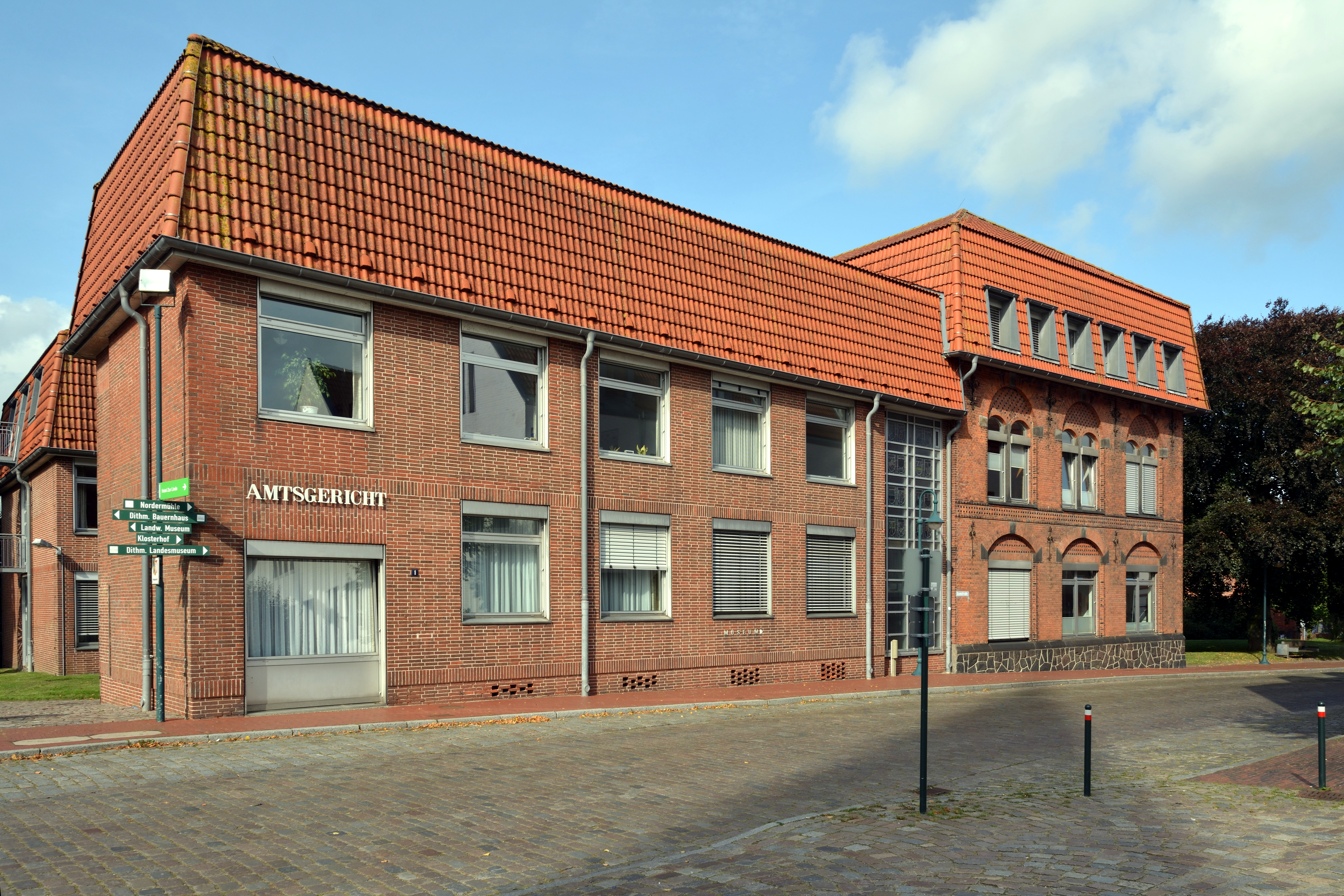
Amtsgericht in Meldorf (2017)

Das Amtsgericht Meldorf ist ein deutsches Gericht der ordentlichen Gerichtsbarkeit. Es ist eines von vier Amtsgerichten (AG) im Bezirk des Landgerichts Itzehoe und eines von 22 Amtsgerichten im Lande Schleswig-Holstein.

## Gerichtssitz und -bezirk

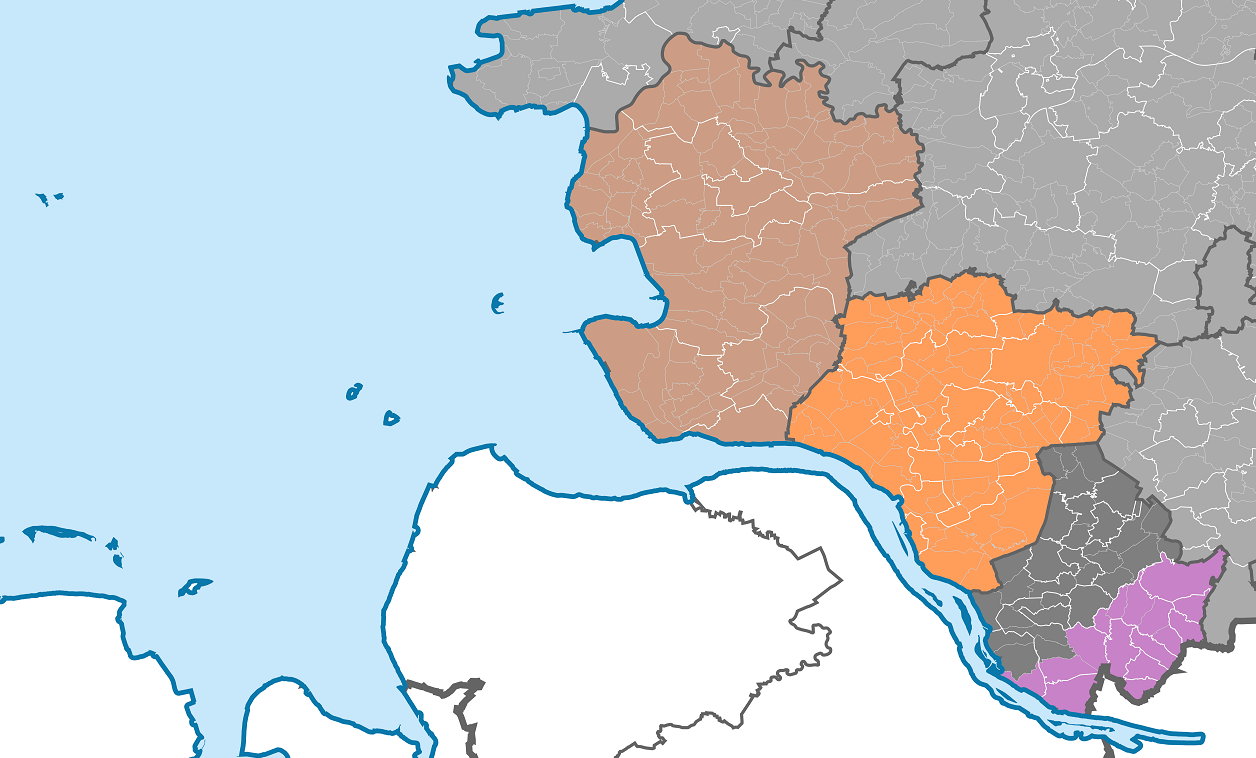
Gerichtsbezirke der dem LG Itzehoe nachgeordneten Amtsgerichte
AG Meldorf
AG Itzehoe
AG Elmshorn
AG Pinneberg

Sitz des Gerichts ist die Stadt Meldorf im Kreis Dithmarschen.
Der Gerichtsbezirk umfasst den gesamten Kreis Dithmarschen.

## Gebäude
Das Gerichtsgebäude befindet sich in der Domstraße 1. Im Gerichtsgebäude halten drei Kammern des Arbeitsgerichts Elmshorn Gerichtstage ab.

## Geschichte
Nach der im Deutschen Krieg 1866 erfolgten preußischen Annexion des Herzogtums Holstein wurden dort wie auch im Herzogtum Schleswig am 1. September 1867 Rechtspflege und Verwaltung völlig getrennt. Im Zuge dessen wurde ein Amtsgericht zu Meldorf geschaffen. Die weiteren Instanzen waren der Reihenfolge nach das Kreisgericht Itzehoe und das Appellationsgericht Kiel. Den Gerichtsbezirk bildeten die Kirchspielvogteidistrikte Süder- und Norder-Meldorf mit dem Flecken Meldorf und dem Kirchdorf Windbergen (Vogtei Süder-Meldorf) sowie dem Christianskoog, die Kirchspielvogteidistrikte Barlt und Süderhastedt und die unbedeichten Vorlande und Watten zwischen dem Kronsloch im Süden und dem Wöhrdener Hafenstrom, der Außenmiehle und der Norderpiep im Norden.
Mit dem Inkrafttreten des deutschen Gerichtsverfassungsgesetzes am 1. Oktober 1879 blieb das Amtsgericht Meldorf bestehen. Sein Gerichtsbezirk umfasste daraufhin den Kreis Süderdithmarschen außer den Teilen, die den Amtsgerichten Eddelak und Marne zugeordnet waren. Am Gericht bestanden 1880 zwei Richterstellen. Das Amtsgericht war damit ein mittelgroßes Amtsgericht im Landgerichtsbezirk. Gerichtstage wurden in Albersdorf gehalten.
An die Stelle des aufgelösten Kreisgerichtes Itzehoe trat das Landgericht Altona als übergeordnetes Gericht. Als Altona durch das Groß-Hamburg-Gesetz von 1937 nach Hamburg eingemeindet wurde, wurde das Landgericht Altona nach Itzehoe verlegt.
1970 wurde das Amtsgericht Marne aufgehoben und das Amtsgericht Meldorf übernahm seine Aufgaben.

## Bekannte Richter
- Patrick Breyer
- Friedrich Griebel

## Übergeordnete Gerichte
Dem AG Meldorf unmittelbar übergeordnet ist das Landgericht Itzehoe. Zuständiges Oberlandesgericht ist das Schleswig-Holsteinische Oberlandesgericht in Schleswig.